# Arcos (Villamartín de Valdeorras)
Arcos (llamada oficialmente San Lourenzo de Arcos) es una parroquia y un lugar del municipio español de Villamartín de Valdeorras, en la provincia de Orense, Galicia.

## Toponimia
La parroquia también es conocida por el nombre de San Lorenzo de Arcos.

## Organización territorial
La parroquia está formada por una entidad de población:
- Arcos

## Demografía
Gráfica demográfica del lugar y parroquia de Arcos según el INE español:
| Gráfica de evolución demográfica de Arcos entre 2000 y 2023 |
|                                                             |
| Datos según el nomenclátor publicado por el INE.            |